# Sfera di co-prosperità della Grande Asia orientale

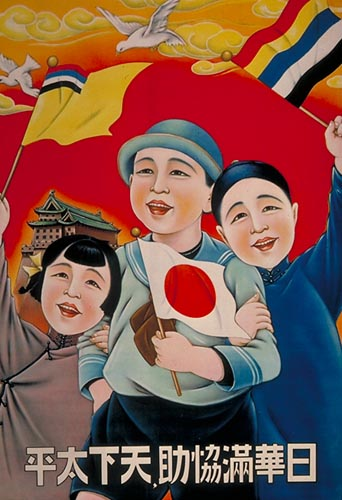
Poster del Manciukuò per la promozione dell'armonia tra i popoli giapponese, cinese e manciù. La didascalia, scritta da destra a sinistra, dice: con l'aiuto del Giappone, della Cina e della Manciuria il mondo può essere in pace

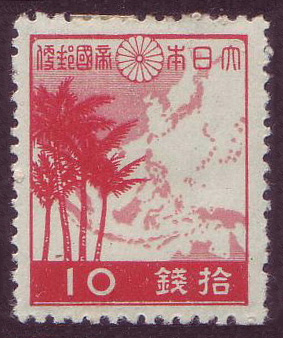
Francobollo giapponese da 10 sen con una cartina approssimativa dell'Asia orientale. Al margine superiore, al centro, il sigillo imperiale giapponese

La Sfera di co-prosperità della Grande Asia orientale o Grande sfera di prosperità collettiva dell'Asia Orientale (大東亞共榮圈?, Dai Tōa Kyōeiken) fu un ambizioso progetto sviluppato dall'Impero giapponese e rivolto in particolare alle popolazioni dei paesi asiatici occupati tra il 1931 il 1945. L'obiettivo ufficiale di tal progetto era creare un'unione economica e politica con tutti i paesi compresi nell'area del Pacifico, dell'Asia orientale, dell'Asia centrale e dell'oceano Indiano.

## Visione strategica
L'impero giapponese avrebbe svolto il ruolo di leader dell'Unione dell'Asia orientale, fungendo da forza stabilizzatrice ed esercitando un'influenza dominante.
Più precisamente la Grande area di prosperità dell'Asia orientale doveva essere suddivisa in:
- Sfera Interna. Doveva costituire la sfera vitale dell'impero, e comprendere Giappone, Manciuria, Cina settentrionale, area del basso Yangtze, area Marittima della Russia e la penisola coreana.
- Piccola Sfera di Coprosperità. Costituiva la piccola Sfera autosufficiente dell'Asia orientale e doveva comprendere la Sfera interna più la Siberia orientale, la Cina, l'Indocina, il Pacifico meridionale.
- Grande Sfera di Coprosperità. Definiva la maggiore Sfera autosufficiente dell'Asia orientale e doveva comprendere la piccola sfera di coprosperità oltre all'Australia, all'India ed ai gruppi di isole del Pacifico.

Nei primi anni di guerra, era obiettivo dei giapponesi mirare alla costruzione della piccola sfera di coprosperità per stabilizzare la difesa nazionale. Per realizzare l'unificazione di Giappone, Manchukuo e Cina si sarebbero dovuti ricomporre i problemi sino-giapponesi attraverso la frantumazione delle forze ostili all'interno della Cina, mentre l'area indocinese e del Pacifico meridionale dovevano essere liberate dalle influenze inglesi ed americane, per far ricadere tali aree nella sfera difensiva giapponese. Si prospettava anche una guerra con l'Unione Sovietica, per annientare l'influenza russa in Asia e strappare al regime sovietico la Siberia orientale.
Tale guerra, se necessario, sarebbe dovuta scoppiare in un secondo momento (Giappone ed Unione Sovietica avevano firmato, poco dopo l'ingresso in guerra dei giapponesi, un patto di non aggressione che consentiva ai nipponici di spendere le proprie energie militari verso oriente contro gli americani, mentre i russi ad occidente ricacciavano i tedeschi in Europa continentale), mentre nell'immediato si provvedeva alla risoluzione del problema cino-giapponese e meridionale, durante lo svolgimento della seconda guerra mondiale.
In un periodo successivo, si sarebbe dovuta ottenere l'indipendenza di Australia, India e delle varie isole del Pacifico, mentre a settentrione si sarebbe favorita la costruzione di un grande stato mongolo, unificando Mongolia e Mengjiang. Si prevedeva che la costruzione della piccola sfera di coprosperità avrebbe richiesto, a partire dal 1942, 20 anni.
Per far fronte alle esigenze industriali in particolare, si prevedeva un grande sviluppo industriale dell'Asia orientale. Complessivamente, l'impero giapponese riteneva di poter arrivare alla costruzione della grande area di prosperità dell'Asia orientale nel giro di un ventennio, ma sarebbe stata necessaria un'altra grande guerra, oltre il secondo conflitto mondiale.
Curiosamente, la lingua usata nei colloqui era l'inglese.

## La conferenza della Grande Asia orientale
La Conferenza della Grande Asia orientale (大東亞會議?, Dai Tōa kaigi) si tenne a Tokyo tra il 5 e il 6 novembre 1943: il Giappone ospitò i capi di Stato di varie nazioni appartenenti alla Sfera di co-prosperità. La conferenza venne anche denominata semplicemente Conferenza di Tokyo. Durante la conferenza vennero affrontati pochi problemi di rilevanza pratica; l'iniziativa fu piuttosto rivolta, da parte dell'Impero del Giappone, ad illustrare alle nazioni amiche il proprio impegno per il panasiatismo e ad enfatizzare il ruolo giapponese nella liberazione dell'Asia dal colonialismo delle potenze occidentali.
Alla conferenza parteciparono:

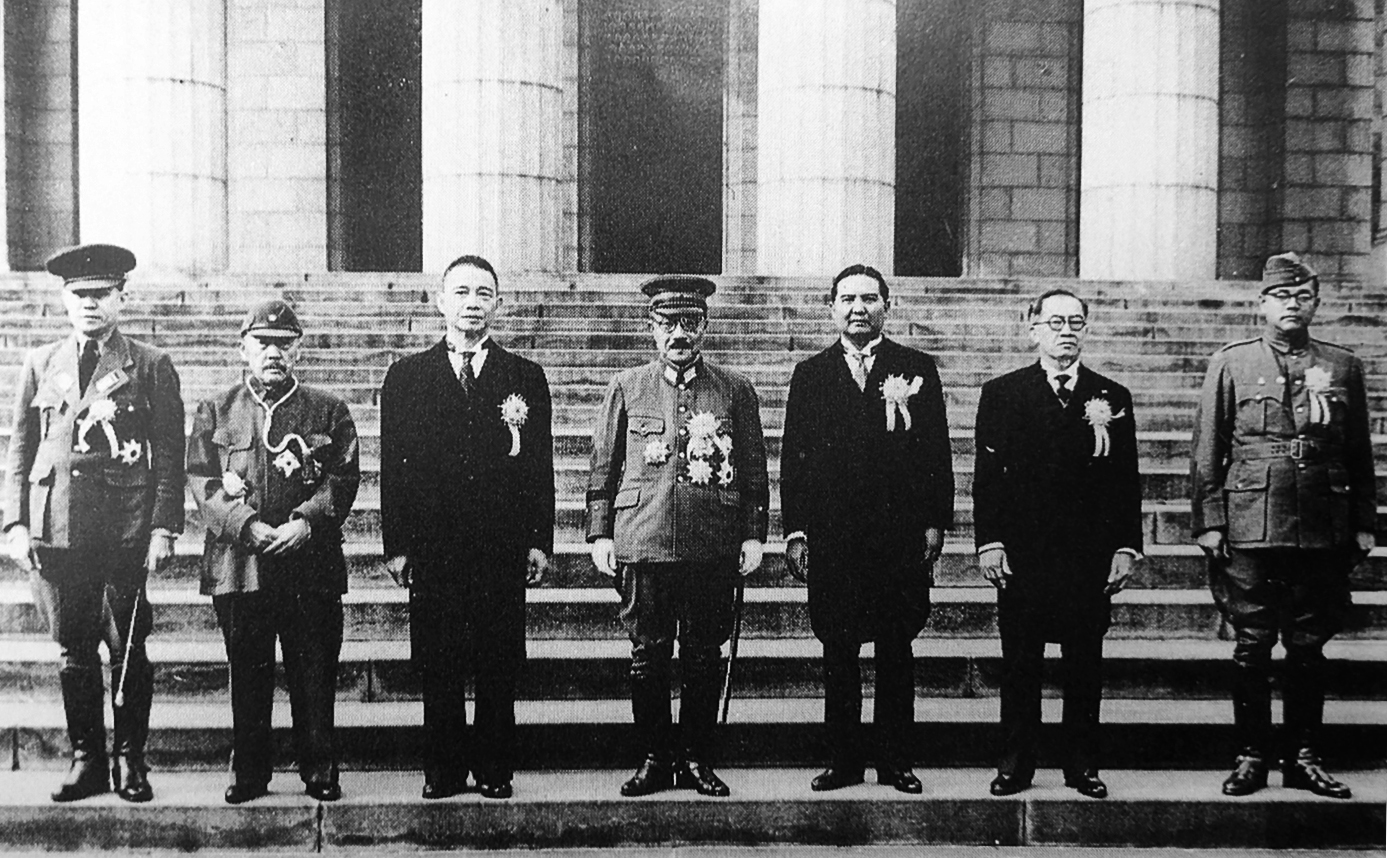
Conferenza della Grande Asia orientale, novembre 1943; partecipanti (da sinistra a destra): Ba Maw, Zhang Jinghui, Wang Jingwei, Hideki Tōjō, Wan Waithayakon, José P. Laurel, Subhas Chandra Bose

- Hideki Tōjō, Primo ministro del Giappone;
- Zhang Jinghui, Primo ministro del Manciukuò;
- Wang Jingwei, Presidente della Repubblica di Nanchino;
- Ba Maw, Capo dello Stato di Birmania (Birmania occupata);
- Subhas Chandra Bose, Capo di Stato del Governo provvisorio dell'India Libera;
- José P. Laurel, Presidente della Seconda Repubblica delle Filippine;
- il Principe Wan Waithayakon, inviato del Regno di Thailandia.

Nel proprio discorso Hideki Tojo enfatizzò l'essenza spirituale della cultura asiatica, contrapponendola alla civilizzazione materialistica propria dell'occidente. L'incontro fu caratterizzato dallo slancio verso la solidarietà tra i partecipanti e dalla comune condanna del colonialismo, ma non vennero sviluppati piani precisi per mettere in atto uno sviluppo economico comune o una reciproca integrazione. La conferenza adottò una dichiarazione congiunta promuovendo la cooperazione politica ed economica tra le nazioni partecipanti e lo sforzo comune contro gli Alleati.

## Realizzazione e sviluppi successivi
Giappone (Corea, Taiwan e Sachalin meridionale erano parte integrante dell'Impero)
     Stati alleati del Giappone (Thailandia e India Libera)

     Territori occupati e Stati clienti

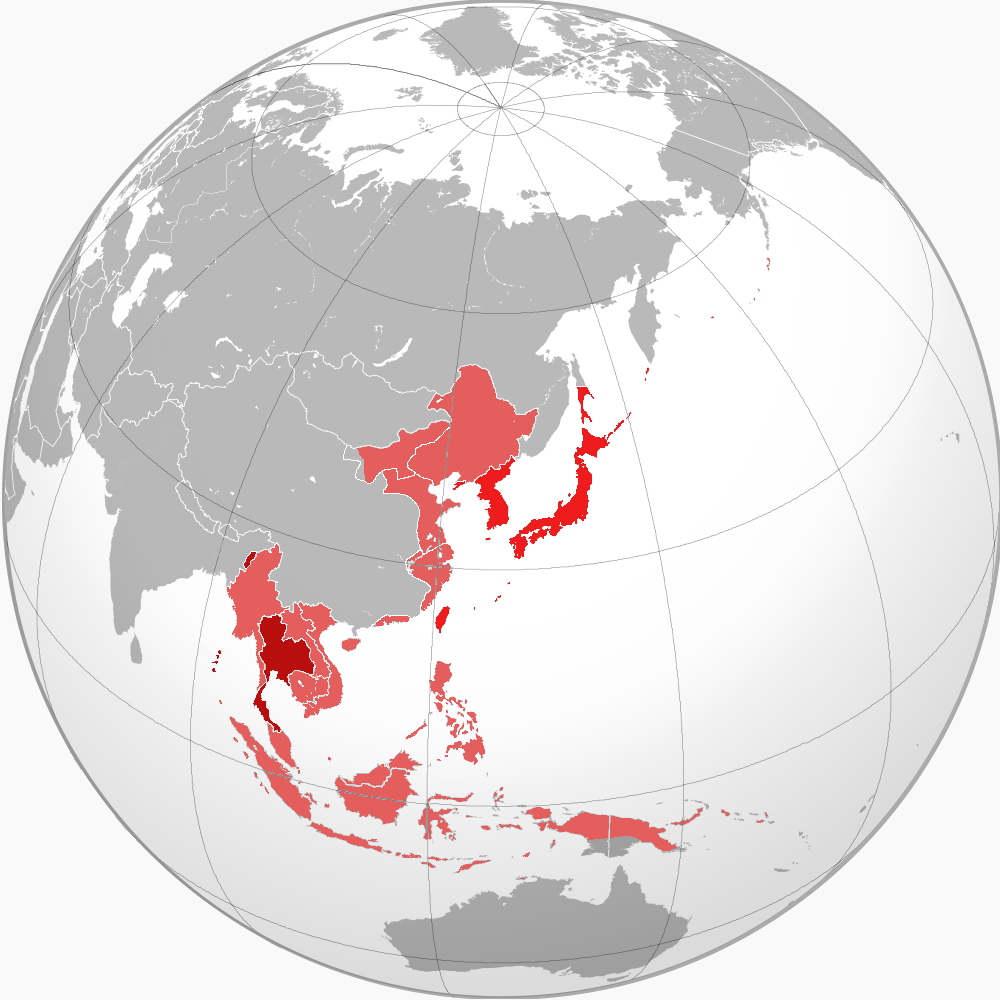
Membri della Sfera di co-prosperità al massimo della sua espansione territoriale.
Giappone (Corea, Taiwan e Sachalin meridionale erano parte integrante dell'Impero)
Stati alleati del Giappone (Thailandia e India Libera)
Territori occupati e Stati clienti

Durante la guerra, il Giappone riuscì ad occupare i seguenti territori, che avrebbero dovuto costituire il nucleo della piccola sfera di coprosperità: 
- Manciuria
- Vietnam
- Filippine
- Birmania
- Indonesia
- Nuova Guinea
- Nahamalaya

Al momento della resa, il 2 settembre 1945, buona parte di essi erano ancora sotto il controllo dell'Impero, con l'eccezione di Birmania, Filippine e Nuova Guinea. Tuttavia, gli accordi di pace imposero di restringere i possedimenti di Tokyo al solo arcipelago giapponese, esclusa l'isola di Sachalin. La Manciuria fu invasa dall'Armata Rossa dell'Unione Sovietica e poi trasferita alle forze maoiste, il Vietnam venne rioccupato dalle truppe coloniali della Francia e di conseguenza iniziò la guerra d'Indocina; infine la Corea venne divisa in due parti, il nord governato da un regime comunista e il sud amministrato da un regime filo-occidentale. L'invasione dell'esercito del nord nel 1950 provocò la sanguinosa guerra di Corea.

### Il "Piano di assetto territoriale"
Un accurato progetto per la futura estensione geografica della Sfera di co-prosperità fu elaborata nel dicembre 1941 dal Ministero imperiale della guerra. Conosciuto come il "Piano di assetto territoriale nella Sfera di co-prosperità della Grande Asia orientale" (大東亜共栄圏における土地処分案?) fu messo per iscritto con il consenso e l'accordo del ministro della guerra (poi primo ministro) Hideki Tōjō.
Il piano divideva il futuro impero giapponese in due differenti parti. La prima avrebbe dovuto comprendere i territori da annettere al Giappone o da amministrare direttamente come colonie (sull'esempio della Corea); la seconda avrebbe compreso gli Stati satellite (sull'esempio del Manciukuò) che avrebbero goduto di un'indipendenza solo formale.

#### Sotto diretto dominio giapponese[8]
- Governatorato Generale di Formosa

Hong Kong, Macao (da acquistare dal Portogallo), le Filippine, le isole Paracelso e l'isola di Hainan (da acquistare dal regime cinese fantoccio). Tali territori avrebbero dovuto evidentemente essere uniti al governatorato dell'isola di Formosa, già esistente.
- Ufficio di governo dei Mari del Sud

Guam, Nauru, Banaba, le isole Gilbert e Wake. Tali territori avrebbero dovuto essere uniti al Mandato giapponese dei Mari del Sud, già esistente.
- Governatorato Generale della regione melanesiana o Governatorato Generale del Pacifico meridionale

Territorio della Nuova Guinea, Papuasia australiana, le isole dell'Ammiragliato, Nuova Britannia, Nuova Irlanda, le isole Salomone, l'arcipelago di Santa Cruz, le isole Ellice, le isole Figi, le Nuove Ebridi, la Nuova Caledonia, le isole della Lealtà e Chesterfield.
- Governatorato Generale del Pacifico orientale

Territorio delle Hawaii, Howland, Baker, le isole della Fenice, le Marchesi e le Tuamotu, le isole della Società, le Cook e le Australi, tutte le Samoa e Tonga.
- Governatorato Generale dell'Australia

Tutta l'Australia inclusa la Tasmania. Vi erano piani per trasferire nel continente due milioni di coloni giapponesi.
- Governatorato Generale della Nuova Zelanda

Tutta la Nuova Zelanda (isole del Nord e del Sud), le dipendenze e il resto del Pacifico sudoccidentale.
- Governatorato Generale di Ceylon

Oltre all'isola avrebbe dovuto comprendere tutta l'India sotto ad una linea approssimativamente corrente dalla portoghese Goa alla baia del Bengala.
- Governatorato Generale dell'Alaska

Il Territorio dell'Alaska, il Territorio dello Yukon, porzioni occidentali dei Territori del Nord-Ovest, l'Alberta e la Columbia Britannica.
- Governatorato Generale dell'America Centrale

Guatemala, El Salvador, Honduras, Honduras britannico, Nicaragua, Costa Rica, Panama, Colombia, la porzione occidentale del Venezuela, Ecuador, Cuba, Haiti, la Repubblica Dominicana, la Giamaica e le Bahamas. Se Messico, Perù e Cile fossero entrati in guerra contro il Giappone era previsto che vasti territori di questi Paesi avrebbero dovuto essere annessi al Governatorato. Il futuro di Trinidad, della Guyana britannica e olandese e dei possedimenti britannici e francesi nelle isole Sopravento fu lasciato aperto in vista di negoziati diretti con la Germania dopo l'eventuale vittoria dell'Asse.

#### Stati fantoccio[8]
- Regno delle Indie Orientali

Indie orientali olandesi, Borneo britannico, l'isola di Natale, le isole Cocos, le Andamane, le Nicobare e Timor portoghese (da acquistare dal Portogallo).
- Regno di Birmania

Birmania, la provincia di Assam e parte della presidenza del Bengala.
- Regno di Malesia

Gli Stati federati e non della Malesia e gli Stabilimenti dello Stretto.
- Regno dell'Annam

Annam, Laos e Tonchino.
- Regno di Cambogia

Cambogia e Cocincina.
A questi si sarebbe verosimilmente aggiunto il Regno di Thailandia, invaso nel dicembre 1941. Altri Stati fantoccio esistevano già all'epoca e non furono perciò considerati dal Piano di assetto territoriale:
- Impero del Manciukuò

Manciuria.
- Repubblica di Cina

territori cinesi controllati dall'esercito nipponico.
- Mengjiang

territori della Mongolia interna, ufficialmente parte della Repubblica di Cina. Avrebbe dovuto fungere da punto di partenza per il controllo dell'intera Mongolia.
Contrariamente a quanto previsto nel Piano, i giapponesi instaurarono nelle Filippine un governo fantoccio (la Seconda Repubblica filippina) e non un dominio territoriale diretto. Nemmeno nell'Indocina francese il Piano fu applicato secondo lo schema originario, in quanto furono istituiti tre Stati invece di due e con confini differenti (l'Impero del Vietnam, il Regno di Kampuchea e il Regno di Luang Prabang). Vi furono inoltre piani per unire la Malesia britannica e le Indie orientali olandesi in un'unica entità, il Nahamalaya. Lo Stato di Birmania, infine, non divenne mai un regno.